# A Teacher: Una storia sbagliata
A Teacher: Una storia sbagliata (A Teacher) è una miniserie TV statunitense del 2020 distribuita da FX on Hulu.
La miniserie, composta da 10 episodi, è tratta dal film A Teacher, scritto e diretto da Hannah Fidell.

## Trama
A Teacher esplora le complessità, le conseguenze e gli strascichi di una relazione predatoria tra una giovane insegnante e un suo studente.
Bella e silenziosamente enigmatica, Claire è la nuova insegnante alla Westerbrook High School in Texas. Insoddisfatta del suo matrimonio con il suo innamorato del college, la vita di Claire cambia quando Eric, un affascinante studente americano del suo corso di inglese, le chiede aiuto per prepararsi al suo esame di ammissione all'università. Invece Eric, popolare ed estroverso, è il capitano della squadra di calcio ed è quasi inseparabile dai suoi migliori amici. Tutto sembra perfetto in superficie, ma Eric è costretto a barcamenarsi tra le pressione della scuola, l'ammissione al college e un lavoro part-time, il tutto mentre dà una mano a occuparsi dei sue due fratelli minori.
Mentre Claire ed Eric cominciano a trascorrere più tempo insieme, i limiti vengono oltrepassati e comincia un subdolo gioco di adescamento. Il danno permanente lasciato dalle scelte di Claire diventa impossibile da ignorare per loro, i loro amici e le loro famiglie.

## Episodi
| Stagione       | Episodi | Pubblicazione originale | Pubblicazione Italia |
| -------------- | ------- | ----------------------- | -------------------- |
| Prima stagione | 10      | 2020                    | 2021                 |

## Personaggi e interpreti

### Personaggi principali
- Claire Wilson, interpretata da Kate Mara e doppiata da Gaia Bolognesi:
Un'insegnante di letteratura inglese appena trasferitasi in una scuola superiore in Texas. Ha 32 anni e non riesce ad avere un figlio con il marito. Intraprende una relazione sentimentale illecita con Eric Walker, uno dei suoi studenti.
- Eric Walker, interpretato da Nick Robinson e doppiato da Manuel Meli:
Un ragazzo popolare dell'ultimo anno del liceo che inizia una relazione sentimentale e sessuale con la sua insegnante di inglese.
- Logan Davis, interpretato da Shane Harper e doppiato da Gabriele Vender:
Uno dei migliori amici di Eric.
- Matt Mitchell, interpretato da Ashley Zukerman e doppiato da Jacopo Venturiero:
Il marito di Claire che viaggia spesso per lavoro e non riesce ad avere un figlio con la moglie.
- Kathryne Sanders, interpretata da Marielle Scott e doppiata da Loretta Di Pisa:
Un'insegnante di francese, nuova amica di Claire.
- Josh Smith, interpretato da Dylan Schmid e doppiato da Alex Polidori:
Uno dei migliori amici di Eric.
- Nate Wilson, interpretato da Adam Thompson:
Un poliziotto locale fratello maggiore di Claire.
- Victoria Davis, interpretata da Jana Peck:
La madre di Logan e Cody che diventa ostile nei confronti di Claire dopo che la verità viene a galla.

### Personaggi secondari
- Sandy Walker, interpretata da Rya Kihlstedt e doppiata da Barbara De Bortoli:
La madre single di Eric che deve prendersi cura di lui e dei suoi due fratelli.
- Cody, interpretato da Cameron Moulène:
Un membro della confraternita ΩKβ e fratello maggiore di Logan.
- Alison Martinez, interpretata da Camila Perez:
L'ex ragazza di Eric.
- Mary Smith, interpretata da Ciara Bravo:
La sorella minore di Josh.
- Phil e Devin Walker, interpretati rispettivamente da Charlie Zeltzer e Matt Raymond:
I fratelli minori di Eric.
- Wyatt Wilson, interpretato da M. C. Gainey:
Il padre alcolizzato di Claire e Nate.
- Ryan, interpretato da Devon Bostick:
Il compagno di stanza di Eric al college che cerca di aiutarlo alla vita in quella scuola.

## Produzione

### Sviluppo
A febbraio 2014 è stato annunciato che il film A Teacher sarebbe stato adattato a serie da HBO con Fidell e Brocklehurst come sceneggiatori e produttori esecutivi. Kate Mara, oltre a recitare nella serie è stata nominata produttrice esecutiva e Fidell farà da regista alla serie, che non sarà più prodotta da HBO, ma da FX.
Dopo l'acquisizione della 21st Century Fox da Disney nel marzo 2019, The Walt Disney Company è diventata l'azionista principale di Hulu ed, essendo FX stata acquisita durante la trattativa, è stato annunciato che la serie avrebbe debuttato su Hulu e non su FX.
Keegan DeWitt è stato assunto per comporre le musiche della serie.

### Cast
Nell'agosto 2018 è stato annunciato che Kate Mara e Nick Robinson sarebbero stati i protagonisti della serie. A settembre dell'anno successivo Ashley Zukerman, Marielle Scott, Shane Harper e Adam Thompson si sono uniti al cast come personaggi principali; mentre Rya Kihlstedt, Camila Perez, Cameron Moulène e Ciara Bravo come personaggi ricorrenti.

### Riprese
Le riprese principali sono state effettuate a Calgary, in Alberta, da agosto al 13 ottobre del 2019.

## Distribuzione
La miniserie ha debuttato su Hulu il 10 novembre 2020 con i primi 3 episodi, per poi continuare con un episodio a settimana. La serie è stata anche trasmessa da BBC Two dal 3 gennaio 2021.
A livello internazionale è disponibile come Star Original su Disney+ dal 23 aprile 2021.

## Accoglienza

### Critica
Per la miniserie Rotten Tomatoes ha dato un risultato del 72%, ottenuto da 29 recensioni con una valutazione media di 6,26/10; Metacritic, invece, ha dato alla serie un punteggio di 68 di 100 basato su 24 "recensioni generalmente favorevoli".
A Teacher è attualmente la serie più vista su sulla sezione FX di Hulu.

Kristen Baldwin di Entertainment Weekly ha valutato l'opera con una B e ha scritto:
Television is a medium that allows us to live with characters; instead, A Teacher gives us a highlight reel of psychic convalescence, before ending on a note of oversimplified closure.

(La televisione è un mezzo che ci permette di convivere con i personaggi; invece, A Teacher ci offre un momento culminante della convalescenza psichica, prima di terminare con una nota di chiusura troppo semplificata.)

## Riconoscimenti
- 2021 - Independent Spirit Awards
  - Miglior sceneggiatura a Hannah Fidell, Michael Costigan, Kate Mara, Louise Shore, Jason Bateman, Daniel Brocklehurst e Daniel Pipski[15]
- 2022 - BMI Film & TV Award
  - Miglior serie a Keegan DeWitt[16]